# Стадион Хуан Рамон Лубриел
Стадион Хуан Рамон Лубриел (шп. Juan Ramón Loubriel Stadium) је фудбалски стадион који се налази у Бајамону у Порторику. Најпознатији је као бивши дом Порторико ајландерса из Северноамеричке фудбалске лиге и садашњи дом Бајамон ФЦ Лиге Порторика. Стадион може да прими до 12.500 људи. Има лак приступ станици метроа познатој као „Станица Депортиво“.

## Историја
Стадион је изграђен 1973. године као бејзбол стадион са капацитетом да прими 12.500 гледалаца, био је дом Вакеро де Бајамона до 2003. године када је тим престао да постоји.

## Фудбал
Године 2003. Вакероси су затворили рад и стадион је испао из лиге, али је на крају године стадион поново успостављен и постао је дом другом професионалном клубу, Порторико ајландерсима као њихов први дом. Сада је такође дом Бајамона, клуба из Фудбалске лиге Порторика.

## Важнији догађаји
Први боксерски окршај између Алфреда Ескалере и Алексиса Аргуела, назван „Крвава битка код Бајамона”, одиграо се на стадиону 28. јануара 1978. године.
Дана 16. јула 1988. године, рвача Бруисера Бродија смртно је избо под тушем његов колега рвач Хосе Хуертас Гонзалес.
Дана 26. септембра 1992. хеви метал бенд Ајрон мејден свирао је на турнеји Фир оф д Дарк. Ово је био први пут да је Ирон мејден посетила Порторико.
Поп звезда Мадона је имала распродати концерт на стадиону 26. октобра 1993. године током Светске турнеје Д Гирл Шо.
Амерички поп певач Мајкл Џексон планирао је да тамо наступи у новембру 1993. године у оквиру своје Денђерес ворлд тур, али је концерт отказан због Џексонове болести.
Рок бенд Аеросмит је тамо наступио 28. јануара 1994. током турнеје Гет а Грип.